# Загубье (Толвуйское сельское поселение)
Загубье — деревня в Медвежьегорском районе Республики Карелия. Входит в состав Толвуйского сельского поселения.

## География
Деревня находится на Заонежском полуострове, в северо-восточной части Онежского озера на берегу Заонежского залива.

## История
В 1905 году проживало 312 человек. 20 августа 1937 года постановлением Карельского ЦИК в деревне были закрыты церковь и часовня. В 2004 году в деревне построена деревянная часовня Зосимы и Савватия Соловецких.

## Население
| 2002 | 2010 | 2013 |
| ---- | ---- | ---- |
| 6    | ↘5   | →5   |